# Björnhuvudsfjärden
Björnhuvudsfjärden är en fjärd som har fått sitt namn av ön Björnhuvudsö som ligger i den inre delen av Gåsfjärden i skärgården mellan Västervik och Oskarshamn.